# Nassauplein (Den Haag)
Nassauplein is een lang rechthoekig plein in de Archipelbuurt in Den Haag met maar 43 huisnummers. Eerst was er een gracht, maar die is in 1883 overkluisd. In het begin van de 20e eeuw is het water gedempt. Een klein gedeelte is nog overkluisd en water van de Haagse Beek stroomt vanuit laatste deel Nassauplein onder de Javatraat kruising door en met een watervalletje komt de beek uit in het Willemspark en van daar in de Singelgracht.

## Monumentale panden
De meeste huizen zijn gebouwd in de monumentale eclecticisme-stijl van de 19e eeuw. Voor een deel worden zij particulier bewoond. De ambassades van Mexico, Peru en Bolivia bevinden zich aan dit plein, evenals de Nederlands-Duitse Kamer van Koophandel.
Op nummer 15 is het Haagsch Damesleesmuseum (DLM), opgericht in 1894. Openbare bibliotheken bestonden in die tijd nog niet en om deel te nemen aan een mannenleeskring was ongewoon. Een leesmuseum gaf gelegenheid aan dames om ongestoord te lezen en hun horizon te verbreden. Er werd ook gediscussieerd, het was tegelijkertijd een sociëteit. Prominenten uit de vrouwenbeweging zoals Margaretha Meyboom (1856-1927, vertaalster) en Cécile Goekoop–de Jong van Beek en Donk (1866-1944, schrijfster) waren erbij betrokken. Bij de oprichting vestigde het museum zich aan het Noordeinde 15. Na omzwervingen langs Noordeinde 20, Parkstraat 8, Lange Voorhout 48, Lange Vijverberg 15 en Koninginnegracht 12B verhuisde het DLM in 1950 naar Nassauplein 15. Sinds 1970 mogen ook heren lid worden. 
Op nummer 4 heeft Louis Couperus in zijn jonge jaren, na terugkomst uit Nederlands-Indië, met zijn ouders korte tijd gewoond.
Op nummer 29 bevinden zich de des Heren Nieuwe Kerk en het Swedenborg Genootschap, waar al het werk van Emanuel Swedenborg is vertaald. Dit adres huisvest nu Het PCC (Prinses Christina Concours)

## Herdenkingsmonumenten
Op het Nassauplein staan twee monumenten.
Monument voor de PTT-ers

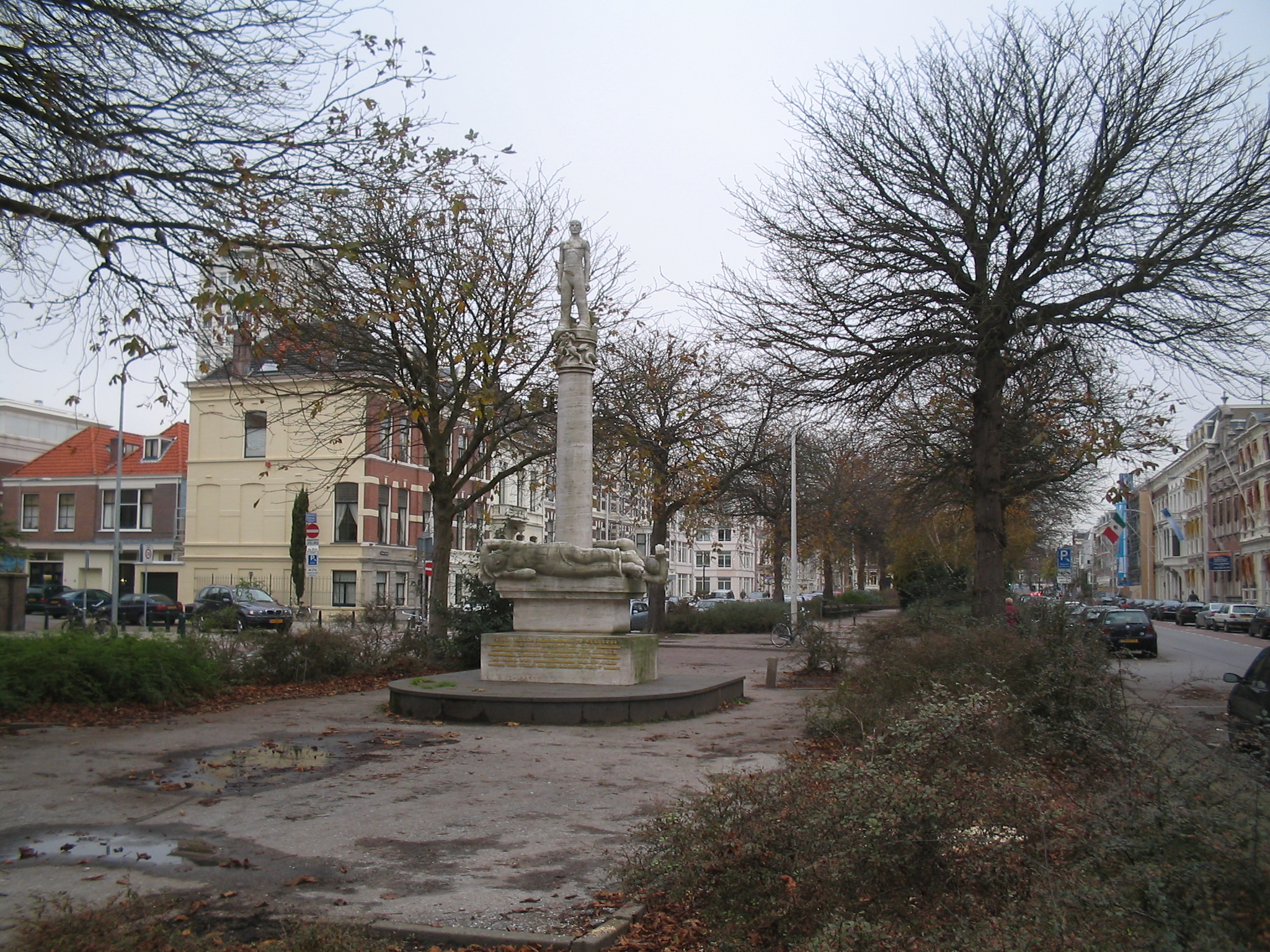
PTT-monument voor 2012

Het oudste monument is een oorlogsmonument van witte natuursteen, ontworpen door Hildo Krop. Het monument heet Centraal monument voor gevallen PTT-ers, en werd op 4 mei 1950 onthuld.
Het monument is een zuil, bekroond met een kapiteel waarin Sint-Joris en de draak zijn afgebeeld. Op het kapiteel is een beeld van een staande mannenfiguur geplaatst, de verpersoonlijking van de herrijzenis.
Aan de voet van de zuil bevindt zich een beeldengroep van een liggende vrouwen- en mannenfiguur, zij symboliseren de oorlogsslachtoffers. Het monument klopt anatomisch gezien niet helemaal. De kunstenaar heeft namelijk de liggende vrouwenfiguur per abuis voorzien van twee rechterhanden.
De tekst op de voorzijde van het voetstuk luidt:
Velen vielen - zo weerloos als halmen voor de zeis
Enkelen stonden - en zongen, zongen een oude wijs
De oude wijs - van vrijheid, die trilt in elk levend hart.
De tekst op de achterzijde van het voetstuk luidt:
Opgericht ter nagedachtenis van de werkers van het PTT-bedrijf, gevallen in de oorlogsjaren 1940-1945.
Monument De Wachter

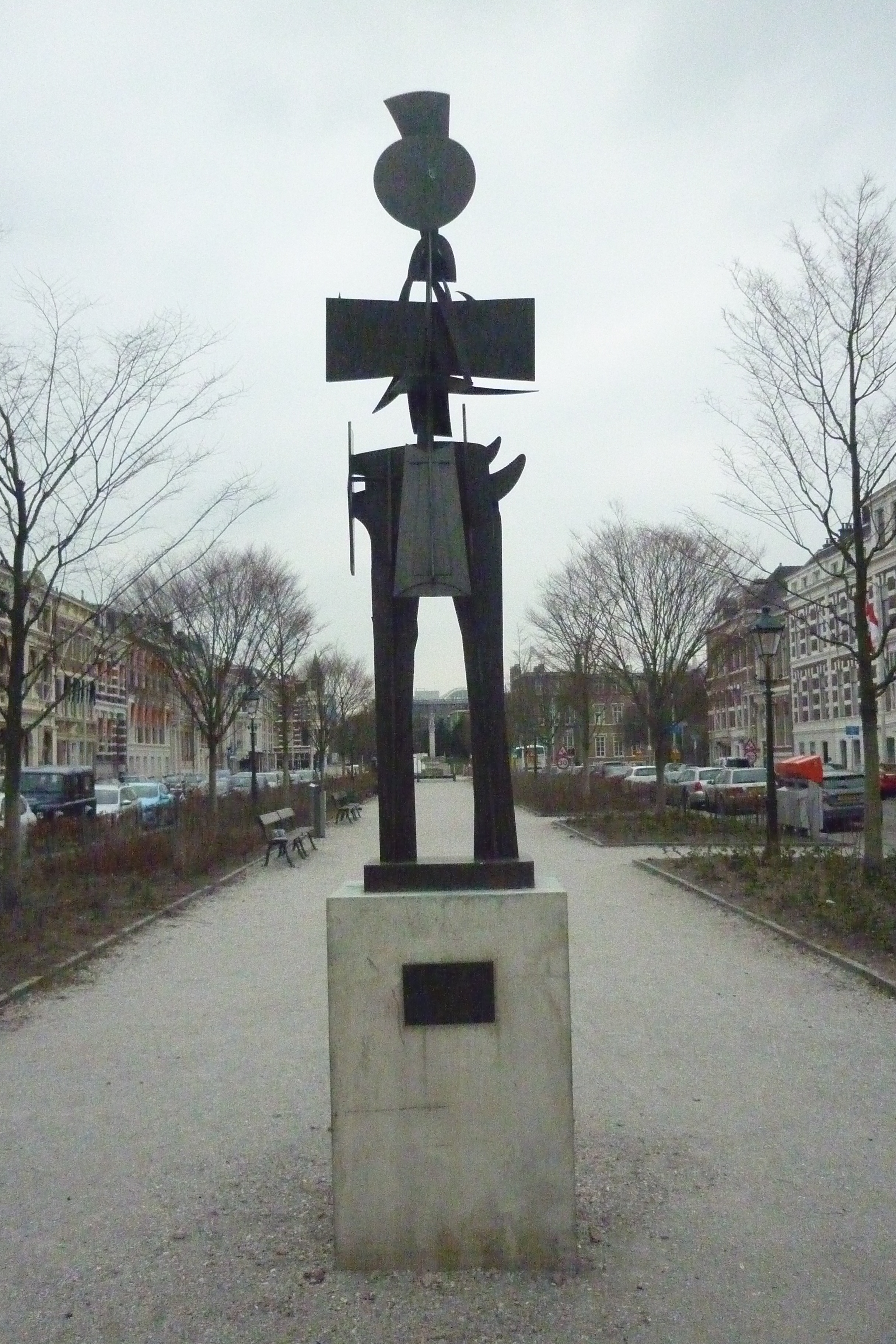
De Wachter

Op het midden van het Nassauplein staat De Wachter, een bronzen sculptuur uit 1997. Met het monument wil kunstenaar Shinkichi Tajiri de schijnbare tegenstelling tussen 'je vrijheid inleveren' en 'de vrijheid dienen en beschermen' uitdrukken. Het opschrift op de gedenkplaat is:
Aangeboden ter gelegenheid van
HET EINDE VAN DE DIENSTPLICHT
door de belangenverenigingen van en voor dienstplichtigen
AVNM en VVDM, 31 augustus 1996
Komend vanaf het Nassauplein staat in de entree van het Burgemeester De Monchyplein het Irenemonument, het bevrijdingsmonument van Den Haag. De voorkant is gericht naar het Nassauplein.

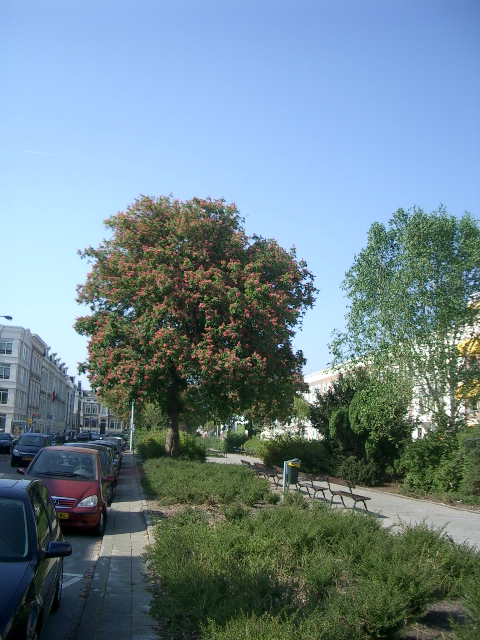
Een van de laatst overgebleven kastanjes voorjaar 2007

## Monumentale bomen
Het Nassauplein is ook bekend om zijn monumentale bomen. Zo sierden onder andere 24 rode paardenkastanjes het midden van het plein. Helaas heeft de kastanjeziekte een groot deel daarvan in 2006-2007 verwoest. Zolang de oorzaak van deze ziekte niet duidelijk is, worden ze niet door kastanjebomen vervangen. Gevreesd wordt dat 2500 van de 3900 kastanjebomen in Den Haag aan deze ziekte lijden. De zieke bomen worden vervangen door de Zelkova Serrata.

## Renovatie
In het najaar van 2007 werd een ontwerp gemaakt om het plein terug te brengen in zijn oorspronkelijke staat. Dat hield in dat het schelpenpad zouden worden hersteld, de zichtas zou weer worden aangebracht, de geometrische perken zouden weer strak worden. Ook de verlichting zou aangepakt worden. Er kwamen aan beide zijden van het plein (binnenplantsoen) weer kroontjeslantaarns, zodat het monumentale plein in allure weer aansluit bij de Vijverberg, Voorhout en Willemspark.
In het voorjaar van 2012 waren alle plannen uitgevoerd en begin juli werd het plein officieel heropend. Langs de buitenrand zijn  haagbeuken geplant die de geparkeerde auto's aan het oog onttrekken. Daarbinnen zijn ruim dertig bomen geplaatst en langs het schelpenpad zijn nieuwe perken aangelegd. Aan de kant van de Javastraat staat nog een snackhuisje, dat sinds 2022 is vernieuwd en qua architectuur aansluit bij het monumentale plein. 